# Gold Dust
Gold Dust ist ein Lied des britischen Musikproduzenten DJ Fresh. Es wurde erstmals am 16. August 2008 instrumental veröffentlicht. Am 1. August 2010 erschien eine Version mit Ce’Cile als Sängerin. Der Song hielt sich einige Wochen in den offiziellen Charts. Die Single wurde als vierte von DJ Freshs Album Kryptonite veröffentlicht. Vom Lied gab es einige Remixe wie der Flux Pavilion Remix, dessen Stil hauptsächlich Dubstep ist. Zwei Jahre später nahm DJ Fresh das Lied für sein Album Nextlevelism erneut auf, diesmal mit Unterstützung von Ms. Dynamite. Diese Version wurde erneut als Single veröffentlicht und kam auf Platz 22 der britischen Charts.

## Musikvideo
Im Musikvideo sieht man die Artistengruppe Jumpers in Command, die auch Meister vom Double Dutch wurden, wie auch schon im Musikvideo zu Louder, auf einem Basketballplatz, wie sie Stunts und Tricks machen. Dies tun sie hauptsächlich mit einem Springseil.

## Rezeption
Das Album bekam meistens positive Kritik.

„The booming intro on DJ Vent's remix teases us until the drums reduce to a half-beat as Ce’cile’s vocals are brought in. The mix continues to tease us as the bassy drums build up to an almighty high and drop us right off the edge into grimey bass-ridden garage. The deep synths are reverberated when the drum and bass returns towards the end of the track.“

Fraser McAlpine von BBC meinte:

“[…] Yes there are long term health implications, yes it's not as nourishing as a good square meal, and yes you can have too much of it, but OH GOLLY WHAT A RUSH! I FEEL SO ALIIIVE! RACE YOU TO THE SWINGS!”

und vergab .

## Kommerzieller Erfolg

### Chartplatzierungen
| ChartsChartplatzierungen     | Höchstplatzierung | Wochen |
| ---------------------------- | ----------------- | ------ |
| Vereinigtes Königreich (OCC) | 24 (23 Wo.)       | 23     |

| ChartsChartplatzierungen     | Höchstplatzierung | Wochen |
| ---------------------------- | ----------------- | ------ |
| Vereinigtes Königreich (OCC) | 22 (18 Wo.)       | 18     |

### Auszeichnungen für Musikverkäufe
| Land/Region                  | Auszeichnungen für Musikverkäufe (Land/Region, Auszeichnung, Verkäufe) | Verkäufe  |
| ---------------------------- | ---------------------------------------------------------------------- | --------- |
| Vereinigtes Königreich (BPI) | 3× Platin                                                              | 1.800.000 |
| Insgesamt                    | 3× Platin ·                                                            | 1.800.000 |